# Morfogeno
Un morfogeno è una sostanza che governa i percorsi di sviluppo dei tessuti durante il processo di morfogenesi, nonché il posizionamento delle diverse tipologie di cellule specializzate all'interno del tessuto.

## Storia
La nozione di morfogeno fu proposta per la prima volta nel 1952 in un lavoro di Alan Turing intitolato The chemical basis of morphogenesis. Esso fu anche il primo caso di applicazione dell'analisi numerica ad un fenomeno biologico osservabile, influenzando il campo della biologia matematica.

## Meccanismi
I morfogeni sono accostabili a particolari segnali chimici in grado di definire la struttura di un organismo già nella fase embrionale. In particolare, sono mRNA che vengono rilasciati dalle cellule nutrici di una cellula uovo dopo che quest'ultima viene fecondata. Essi riescono a diffondere per gradiente di concentrazione, spostandosi quindi da zone in cui si trovano in elevata concentrazione a zone con minore concentrazione, ma non attraversano tutto l'embrione perché decadono velocemente, data la loro instabilità. La loro diffusione è permessa dall'assenza di membrane plasmatiche che crea una condizione definita "sincizio", dove nell'embrione si vengono a formare fino a 6000 nuclei senza un citoplasma ben definito.
Poiché si tratta di un RNA, ad ogni morfogeno corrisponde la traduzione di una determinata proteina.
La differente concentrazione di morfogeni porta a una segmentazione dell'individuo definita in tre fasi in cui intervengono diversi tipi di geni, tra i quali:
- geni gap;
- geni pair rule;
- geni per la polarità dei segmenti.